# Dolgorukij
Dolgorukij o Dolgorukov (in russo:Долгоруков) è una famiglia principesca russa.
Discendono da un Michele dei principi di Černihiv, discendente a sua volta da Rjurik. Il fondatore della famiglia Dolgorukov fu il principe Ivan Andreevič Oblenskij (XV secolo), il quale venne soprannominato "Dolgorukij", ovvero "dal lungo braccio". Ivan venne coinvolto nelle operazioni per l'espansione del granducato di Mosca nel 1494, divenendo così una delle famiglie più potenti ed influenti dello zarato prima e dell'impero di Russia poi.
Annoverano tra gli esponenti, tra gli altri, Vasilij Michajlovič Dolgorukov.

## Membri notevoli
Tra i membri più importanti di questa famiglia ricordiamo:
- Maria Dolgorukaya (m. 1580), moglie di Ivan IV di Russia
- Grigorij Ivanovič Men'šoj Čërt ("il demonio") Dolgorukov (Князь Григорий Иванович Меньшой Чёрт Долгоруков), morto dopo il 1598, governatore all'epoca del regno di Ivan il Terribile.
- Aleksej Grigor'evič Čertënok ("il piccolo diavolo") Dolgorukov  (Князь Алексей Григорьевич Чертёнок Долгоруков), morto nel 1646.
- Marija Vladimirovna Dolgorukova (m. 1625), prima moglie di Michele I di Russia
- Jurij Vladimirovič Dolgorukov (1664–1707), colonnello russo, ucciso all'inizio della rivolta di Bulavin
- Vasilij Vladimirovič Dolgorukov (1667–1746), feldmaresciallo russo
- Aleksej Grigor'evič Dolgorukov (m. 1734), politico russo
- Vasilij Lukič Dolgorukov (1672–1739), diplomatico e ministro russo
- Vladimir Petrovič Dolgorukov (1696–1761), governatore generale della Livonia e dell'Estonia
- Ivan Alekseevič Dolgorukov (1708-1739), politico russo
- Ekaterina Alekseeevna Dolgorukova (1712–1747), promessa sposa di Pietro II di Russia
- Vasilij Michajlovič Dolgorukov (1722–1782), generale e governatore di Mosca
- Jurij Vladimirovič Dolgorukov (1740–1830), generale e autore di memorie belliche
- Michail Petrovič Dolgorukov (1780–1808), colonnello russo
- Helene Pavlovna Dolgoroukov (1790–1860), nonna di Helena Blavatsky e di Sergei Witte
- Dmitrij Ivanovič Dolgorukov (1797–1867), diplomatico russo
- Vasilij Andreevič Dolgorukov (1804–1868), ministro della guerra russo
- Pëtr Vladimirovič Dolgorukov (1816–1868), nobile e storico russo
- Vladimir Andreevič Dolgorukov governatore generale di Mosca dal 1865 al 1891
- Ekaterina Michajlovna Dolgorukova (1847–1922), moglie morganatica di Alessandro II di Russia
- Pavel Dolgoroukov (1866–1927), politico liberale russo
- Pëtr Dmitrievič Dolgorukov (1866–1951), politico liberale russo
- Vasilij Aleksandrovič Dolgorukov (1868–1918), maresciallo alla corte di Nicola II di Russia, giustiziato nel 1918 insieme al resto della famiglia imperiale russa